# Melissa (počítačový virus)
Melissa virus, také známý jako Mailissa, Simpsons, Kwyjibo nebo Kwejeebo je v informatice název e-mailového makro viru. Vzhledem k tomu, že to není samostatný program, nejedná se o počítačového červa.

## Historie
Poprvé se Melissa objevila 26. března 1999, kdy přetížila internetové e-mailové systémy, které ucpala infikovanými e-maily. E-maily se rozmnožovaly pomocí viru. Melissa byla poprvé distribuována v usenetové diskusní skupině. Virus byl uvnitř souboru s názvem List.DOC, který obsahoval hesla, jenž povolovala přístup do 80 pornografických webových stránek. Originální virus byl odeslán e-mailem mnoha lidem.

## David L. Smith
Melissa byla vypuštěna do světa Davidem L. Smithem z Aberdeen Township, New Jersey a pojmenovaná podle striptérky v Miami. Virus byl připočítán k Kwyjibo, který se ukázal jako makrovirus VicodinES a ALT-F11 porovnáním Microsoft Word dokumentů se stejným globálním jedinečným identifikátorem — tato metoda byla také použita ke sledování cesty viru zpět k Smithovi. Smith byl odsouzen na 20 měsíců ve federální věznici a dostal pokutu US $ 5000. Zatčení bylo výsledkem společného úsilí zahrnující (mimo jiné) FBI, státní policie v New Jersey, Monmouth Internet a švédských počítačových vědců.

## Specifikace viru
Melissa se může šířit skrze editory Microsoft Word 97 a 2000 a také Microsoft Excel 97, 2000 a 2003. Může posílat hromadný e-mail z e-mailového klienta Microsoft Outlook 97 nebo 98. Pokud dokument aplikace Word obsahující virus, ať už LIST.DOC nebo jiný infikovaný soubor, je stažen a otevřen, pak makro v dokumentu běží a se snaží posílat hromadně e-maily samo. Když makro posílá hromadné e-maily, shromažďuje prvních 50 záznamů ze seznamu kontaktů a pošle sám sebe na e-mailové adresy těchto záznamů.

### Melissa.V
Melissa.V je další varianta původního Melissa viru a je podobná Melissa.U. Používá Microsoft Outlook, a snaží se poslat sebe pouze na prvních 40 adres z aplikace Outlook. Předmět infikovaného e-mailu je: " My Pictures (<username>) ", kde <username> je jméno, komu se posílá kopie aplikace Microsoft Word.

### Melissa.AO
E-maily této verze obsahují:
```
Subject: Extremely URGENT: To All E-Mail User - <19.12.99>
Attachment: <Infected Active Document>
Body: This announcement is for all E-MAIL user. Please take note
that our E-Mail Server will down and we recommended you to read
the document which attached with this E-Mail.
```

Melissa.AO se objevuje v 10. hodině 10. dne každého měsíce. Payload se skládá z viru, který vkládá následující řetězec do dokumentu: Worm! Let's We Enjoy.